# Chambre d'assurance contre les incendies
La Chambre d'assurance contre les incendies  était une société par actions au capital de 4 millions de livres, cotée à la Bourse de Paris qui fut la première en France, via la Compagnie royale d'assurance sur la vie à lancer des contrats d'assurance-vie, à la fin du XVIIIe siècle, au moment des grandes spéculations boursières sous Louis XVI.

## Histoire
Au deuxième semestre 1786, les actions de la Compagnie des Eaux de Paris s'effondrent à la suite d'un pamphlet de Mirabeau affirmant que son projet d'adduction d'eau à Paris est trop coûteux. La Compagnie n'a plus les moyens financiers de lever les fonds supplémentaires permettant d'acheter une seconde machine à vapeur pour pomper l'eau de la Seine. Elle décide alors de créer une société filiale, une Chambre d'assurance contre les incendies, qui est autorisée le 20 août 1786, par arrêt du Conseil du Roi. Ce dernier autorisa la division de la Compagnie en deux branches : assurance contre les incendies et assurance sur la vie (appelée Compagnie royale d'assurance sur la vie), lui permettant de lancer en 1787 des produits d'assurance-vie, avec des primes fixes et progressives suivant l'âge de l'assuré, ce qui débouche sur une assurance variant de 1000 livres à 300 000 livres. Elle assure aussi, dans le cadre d'une large gamme de prestations, les pensions, bénéfices, douaires, charges à vie et même un capital quelconque au décès de tout individu dénué de capitaux dont l'existence serait précieuse à sa famille.
Mais l'autorisation du Conseil du Roi est accordée sans privilège ni exclusivité. La riposte vient trois mois plus après : un nouvel arrêt du Conseil, du 6 novembre 1786, autorise l'établissement concurrent d'une Compagnie d'assurances contre les incendies, au capital de 8 millions de livres, promue par Jacques Pierre Brissot, Etienne Clavière, le baron de Batz, le banquier Étienne Delessert et le groupe de banquiers pour la plupart genevois qui avaient spéculé contre la Compagnie des Eaux de Paris. Mais ces derniers tardent à déposer les 8 millions promis en capital au Bureau de la Ville.
La société est dissoute durant l'été 1793.